# Sileang
Sileang is een bestuurslaag in het regentschap Humbang Hasundutan van de provincie Noord-Sumatra, Indonesië. Sileang telt 1442 inwoners (volkstelling 2010).